# Nældecelle
Polypdyr bærer alle enestående celler kaldet nældeceller, der kan stikke og dræbe andre dyr. Nældeceller findes bl.a. på polypdyrs tentakler. Når man bliver brændt af en brandmand, er det nældecellerne man mærker. Disse nældeceller kaldes videnskabeligt for cnidae, som derfor har givet den taksonomiske række polypdyr sit navn – Cnidaria. Nældeceller findes kun hos polypdyr. Der er identificeret tre hovedtyper og mange forskellige undertyper af nældeceller. De tre hovedtyper kaldes videnskabeligt for nematocyster, cnidocyster og ptychocyster.
Nogle polypdyrs nældeceller er giftige for mennesker. Dette gælder bl.a. den berygtede havhveps, som der findes flere forskellige arter af (slægten Chironex). Havhvepse findes bl.a. ud for Australiens kyster i perioden november til maj. Havhvepse findes også i havet ud for mange lande i bl.a. Sydøstasien.
.